# Hylebates cordatus
Hylebates cordatus är en gräsart som beskrevs av Lucy Katherine Armitage Chippindall. Hylebates cordatus ingår i släktet Hylebates och familjen gräs. Inga underarter finns listade i Catalogue of Life.